# Itsuki Sagara
Itsuki Sagara (相楽樹, Sagara Itsuki, née le 4 mars 1995) est une actrice et modèle photographique japonaise. Elle débute comme modèle pour des magazines en 2009, commence à apparaitre dans des drama et publicités en 2010, et joue dans le film Gomennasai en 2011.

## Filmographie

### Drama
- 2010 : Atami no Sousakan
- 2010 : Unubore Deka (Ep. 10)
- 2010 : Gegege no Nyobo

### Cinéma
- 2011 : Gomennasai (ゴメンナサイ?) de Mari Asato (en)

## Divers

### Photobooks
- 2010 : Hajimete no Suki